# Академическая гребля на летних Олимпийских играх 2024
Соревнования по академической гребле на летних Олимпийских играх 2024 года прошли с 27 июля по 3 августа 2024 года в Национальном олимпийском водном стадионе Иль-де-Франс в Вер-сюр-Марн. Число гребцов, соревнующихся в четырнадцати категориях на Играх, было сокращено по сравнению с предыдущими Играми с 526 до 502, при равном распределении между мужчинами и женщинами. Несмотря на небольшие изменения в числе спортсменов, программа соревнований остается неизменной по сравнению с предыдущими Играми: в соревнованиях будет одинаковое количество категорий для мужчин и женщин, по семь у каждого пола.
Британский рулевой Генри Филдмен выиграл бронзу в составе женских восьмёрок и стал первым представителем академической гребли, выигравшим медаль как в соревнованиях мужчин (в 2020 году он был бронзовым призёром в соревнованиях восьмёрок у мужчин), так и в экипаже с женщинами-гребцами.

## Формат соревнований
Соревнования на Олимпийских играх 2024 года в Париже включают два вида гребли: распашная, когда каждый участник использует по одному веслу, и парная, когда они используют два весла, расположенных на противоположных бортах лодки. В программу соревнований также включена парная гребля двоек-легковесов (с ограничением по весу) у мужчин и женщин.

## Календарь
| П | Предварительный этап | Р | Утешительные | ¼ | Четвертьфиналы | ½ | Полуфиналы | Ф | Финал |

| Соревнование↓/Дата →                | Суб 27 | Вос 28 | Пон 29 | Вто 30 | Сре 31 | Чет 1 | Пят 2 | Суб 3 |
| ----------------------------------- | ------ | ------ | ------ | ------ | ------ | ----- | ----- | ----- |
| Одиночки (мужчины)                  | П      | Р      | ½      | ¼      | ½      | ½     | Ф     | Ф     |
| Одиночки (женщины)                  | П      | Р      | ½      | ¼      | ½      | ½     | Ф     | Ф     |
| Двойки (мужчины)                    |        | П      | Р      |        | ½      |       | Ф     |       |
| Двойки (женщины)                    |        | П      | Р      |        | ½      |       | Ф     |       |
| Парные двойки (мужчины)             | П      | Р      |        | ½      |        | Ф     |       |       |
| Парные двойки (женщины)             | П      | Р      |        | ½      |        | Ф     |       |       |
| Парные двойки, лёгкий вес (мужчины) |        | П      | Р      |        | ½      |       | Ф     |       |
| Парные двойки, лёгкий вес (женщины) |        | П      | Р      |        | ½      |       | Ф     |       |
| Четвёрки (мужчины)                  |        | П      |        | Р      |        | Ф     |       |       |
| Четвёрки (женщины)                  |        | П      |        | Р      |        | Ф     |       |       |
| Парные четвёрки (мужчины)           | П      |        | Р      |        | Ф      |       |       |       |
| Парные четвёрки (женщины)           | П      |        | Р      |        | Ф      |       |       |       |
| Восьмёрки (мужчины)                 |        |        | П      |        |        | Р     |       | Ф     |
| Восьмёрки (женщины)                 |        |        | П      |        |        | Р     |       | Ф     |

## Медали

### Общий зачёт
(Жирным выделено самое большое количество медалей в своей категории; принимающая страна также выделена)
| Общее количество медалей |                                       |        |         |        |       |
| Место                    | Страна                                | Золото | Серебро | Бронза | Всего |
| 1                        | Нидерланды                            | 4      | 3       | 1      | 8     |
| 2                        | Великобритания                        | 3      | 2       | 3      | 8     |
| 3                        | Румыния                               | 2      | 3       | 0      | 5     |
| 4                        | Новая Зеландия                        | 1      | 2       | 1      | 4     |
| 5                        | Ирландия                              | 1      | 0       | 1      | 2     |
| 5                        | США                                   | 1      | 0       | 1      | 1     |
| 5                        | Германия                              | 1      | 0       | 1      | 2     |
| 8                        | Хорватия                              | 1      | 0       | 0      | 1     |
| 9                        | Италия                                | 0      | 2       | 0      | 2     |
| 10                       | Канада                                | 0      | 1       | 0      | 1     |
|                          | Индивидуальные нейтральные спортсмены | 0      | 1       | 0      | 1     |
| 11                       | Греция                                | 0      | 0       | 2      | 2     |
| 12                       | Польша                                | 0      | 0       | 1      | 1     |
| 12                       | Швейцария                             | 0      | 0       | 1      | 1     |
| 12                       | Австралия                             | 0      | 0       | 1      | 1     |
| 12                       | Литва                                 | 0      | 0       | 1      | 1     |
| Всего                    | Всего                                 | 14     | 14      | 14     | 42    |

## Медалисты

### Мужчины
| Дисциплина                | Золото | Серебро | Бронза |
| Одиночки                  | Оливер Цайдлер Германия | Евгений Золотой Индивидуальные нейтральные спортсмены | Симон ван Дорп Нидерланды |
| Двойки                    | Хорватия · Мартин Синкович · Валент Синкович | Великобритания · Оливер Уинн-Гриффит · Томас Джордж | Швейцария · Роман Рёёсли · Андрин Гулич |
| Двойки парные             | Румыния · Андрей-Себастьян Корня · Мариан Эначе | Нидерланды · Мелвин Твеллар · Стефан Брунинк | Ирландия · Дэр Линч · Филип Дойл |
| Двойки парные, лёгкий вес | Ирландия · Финтан Маккарти · Пол О’Донован | Италия · Стефано Оппо · Габриэль Соарес | Греция · Антониос Папаконстантину · Петрос Гайдацис                                                                                                |
| Четвёрки                  | США · Ник Мид · Джастин Бест · Майкл Грейди · Лиам Корриган                                                                                              | Новая Зеландия · Олли Маклин · Логан Ульрих · Томас Мюррей · Мэтт Макдональд                                                                                | Великобритания · Оливер Уилкс · Дэвид Эмблер · Мэтт Олдридж · Фредди Дэвидсон                                                                      |
| Четвёрки парные           | Нидерланды · Леннарт ван Лироп · Финн Флорейн · Тоне Витен · Кун Метсемакерс                                                                             | Италия · Лука Кьюменто · Лука Рамбальди · Андреа Паницца · Джакомо Джентили                                                                                 | Польша · Доминик Чая · Матеуш Бискуп · Мирослав Зентарский · Фабиан Бараньский                                                                     |
| Восьмёрки                 | Великобритания · Шолто Карнеги · Рори Гиббс · Морган Болдинг · Джейкоб Доусон · Чарльз Элвес · Томас Дигби · Джеймс Рудкин · Томас Форд · Гарри Брайтмор | Нидерланды · Ральф Ринкс · Олав Моленар · Сандер де Граф · Рубен Кнаб · Герт-Ян ван Дорн · Якоб ван де Керкоф · Ян ван дер Бей · Мик Маккер · Диувке Феттер | США · Генри Холлингсворт · Николас Рашер · Кристиан Табаш · Кларк Дин · Кристофер Карлсон · Питер Чатейн · Эван Олсон · Питер Куинтон · Райли Милн |

### Женщины
| Дисциплина                | Золото | Серебро | Бронза |
| Одиночки                  | Каролин Флорейн Нидерланды | Эмма Туигг Новая Зеландия | Виктория Сенкуте Литва |
| Двойки                    | Нидерланды · Имкье Клеверинг · Вероник Местер | Румыния · Иоана Врынчану · Роксана Ангел | Австралия · Джессика Моррисон · Аннабелль Макинтайр |
| Двойки парные             | Новая Зеландия · Брук Фрэнсис · Люси Спурс | Румыния · Анкуца Боднар · Симона Радиш | Великобритания · Матильда Ходжкинс-Бирн · Ребекка Уайлд                                                                                                   |
| Двойки парные, лёгкий вес | Великобритания · Эмили Крэйг · Имоджен Грант | Румыния · Джанина ван Гронинген · Ионела Козмьюк | Греция · Димитра Конту · Зои Фициу |
| Четвёрки                  | Нидерланды · Марлус Ольденбург · Хермейнтье Дрент · Тинка Офферейнс · Бенте Бонстра                                                                                    | Великобритания · Хелен Гловер · Эсме Бут · Саманта Редгрейв · Ребекка Шортен                                                                                   | Новая Зеландия · Джеки Гоулер · Фиби Спурс · Давина Уэдди · Керри Уильямс                                                                                 |
| Четвёрки парные           | Великобритания · Лорен Генри · Ханна Скотт · Лола Андерсон · Джорджина Брэйшоу                                                                                         | Нидерланды · Лайла Юссифу · Бенте Паулис · Рос де Йонг · Тесса Дюллеманс                                                                                       | Германия · Марен Фёльц · Табеа Шендекель · Леони Менцель · Пия Грайтен                                                                                    |
| Восьмёрки                 | Румыния · Мария-Магдалена Русу · Роксана Ангел · Анкуца Боднар · Мария Лехач · Адриана Адам · Амалия Береш · Иоана Врынчану · Симона Радиш · Виктория-Штефания Петряну | Канада · Джессика Севик · Кайли Филмер · Майя Мешкулейт · Кася Гручалла-Весерски · Авалон Вейстенис · Сидни Пейн · Кристина Уокер · Эбигейл Дент · Кристен Кит | Великобритания · Хайди Лонг · Роуэн Маккеллар · Холли Данфорд · Эмили Форд · Лорен Ирвин · Ив Стюарт · Харриет Тейлор · Энни Кэмпбелл-Орд · Генри Филдмен |

## Спортивные объекты
| Национальный олимпийский водный стадион Иль-де-Франс |
| ---------------------------------------------------- |
|                                                      |
| Вместимость: 22 000                                  |